# Simon Grønvaldt
Simon Grønvaldt (født 30. januar 1991) er en dansk ishockeyspiller der spiller for Esbjerg Energy. I sæsonen 2008-09 repræsenterede han Kitchener Rangers i den stærke canadiske juniorliga Ontario Hockey League (OHL). Grønvaldts foretrukne position på isen er back.
Grønvaldt fik sin ishockeyopdragelse i Rødovre hvor han debuterede på superisligaholdet i sæsonen 2007-08 i en alder af bare 16 år.
På baggrund af den sæson blev Simon Grønvaldt draftet af OHL-holdet Kitchener Rangers i den såkaldte CHL Import Draft hvor holdene fra de tre store junior-ligaer i Canada fordeler rettighederne til de bedste europæiske junior-spillere imellem sig. Han skrev en tre-årig kontrakt med Kitchener og han skal således spille sæsonen 2008-09 for Kitchener i Ontario Hockey League. Grønvaldt er af NHL's officielle talentspejder-firma Central Scouting Bureau rangeret som den 103. bedste spiller i Nordamerika forud for NHL's draft i 2009 (målmænd ikke medregnet).
Grønvaldt deltog for Danmark ved Junior 20 A-VM i ishockey 2008 hvor det blev til 1 assist i 6 kampe.
Grønvaldt deltog ligeledes for Danmark ved Junior 20 B-VM i ishockey i december 2008, hvor det blev til 1 mål og 1 assist i 5 kampe.